# Jana z Boulogne
Jana z Boulogne či také Jana z Auvergne (francouzsky  Jeanne de Boulogne, 1378 – 1424) byla vévodkyně z Berry a hraběnka z Boulogne a Auvergne. Do dějin se zapsala svou pohotovostí, když při smutně proslaveném bále světlušek zachránila život krále Karla VI.

## Život
Narodila se jako jediná dcera a dědička Jana z Auvergne a Eleonory, dcery hraběte z Comminges. Část dětství strávila na dvoře hraběte z Foix, odkud roku 1389 přišla do Paříže a v červnu se provdala za téměř padesátiletého králova strýce Jana z Berry. Její majetek, byla považována za nejbohatší dědičku té doby, pomohl vévodovi pokračovat v jeho nákladných zálibách. Mladá vévodkyně ovdověla roku 1416 a v listopadu téhož roku se provdala za Jiřího z La Trémoille. I toto manželství zůstalo bezdětné. Jana zemřela roku 1424 a byla pohřbena v Bourges. V současnosti je její klečící socha umístěna v místní katedrále sv. Štěpána.